# AK Pyxidis
AK Pyxidis är en ensam stjärna i mellersta delen av stjärnbilden Kompassen. Den har en högsta skenbar magnitud av ca 6,09 och är mycket svagt synlig för blotta ögat där ljusföroreningar ej förekommer. Baserat på parallaxmätning inom Hipparcosuppdraget på ca 4,7 mas, beräknas den befinna sig på ett avstånd på ca 700 ljusår (ca 210 parsek) från solen.

## Egenskaper
AK Pyxidis är en röd till orange jättestjärna av spektralklass M5 III. Den har en radie som är ca 19 solradier och har ca 1 500 gånger solens utstrålning av energi från dess fotosfär vid en effektiv temperatur av ca 3 400 K.

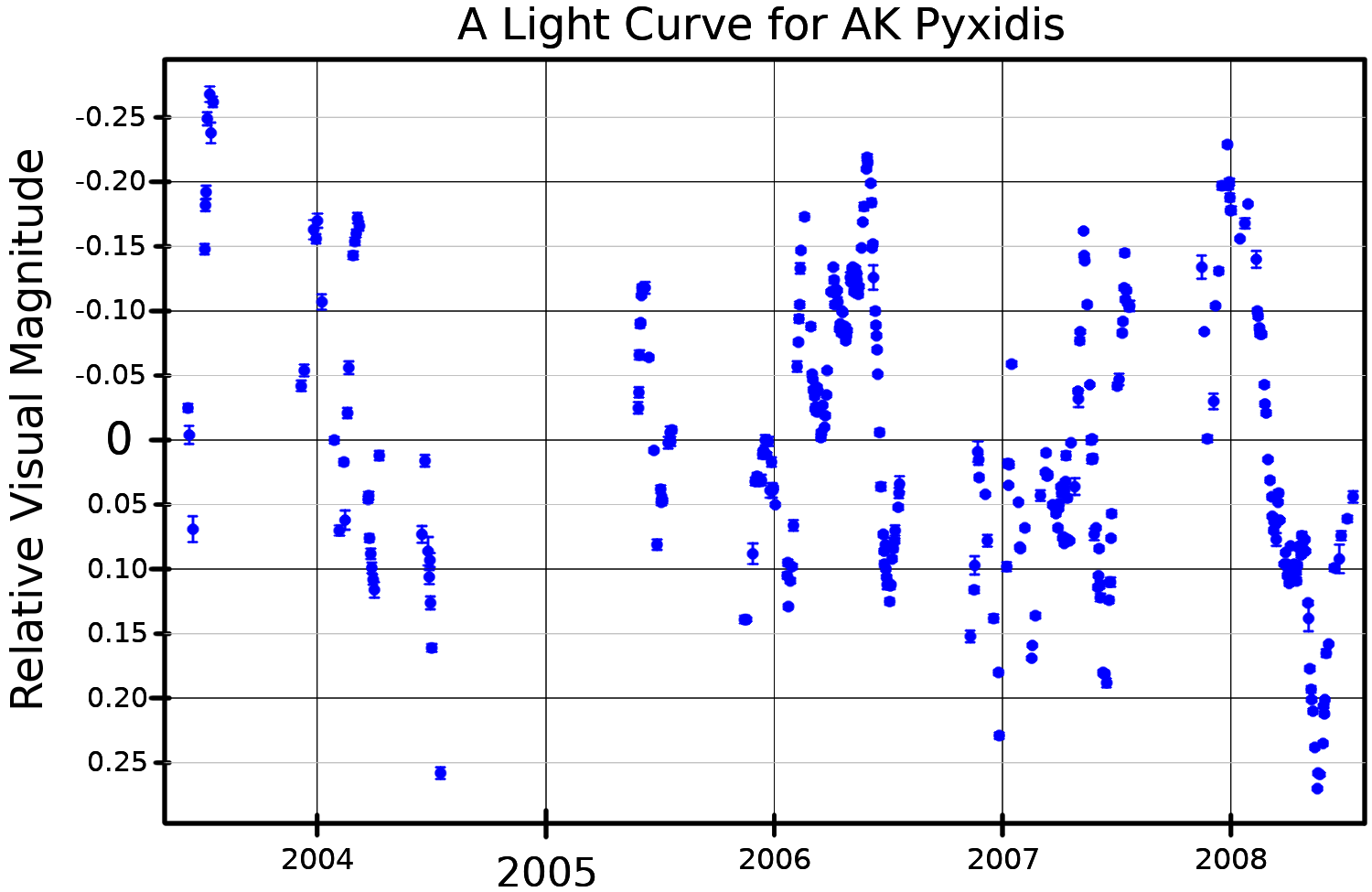
Ljuskurva i visuella bandet för AK Pyxidis, plottad från data publicerade av Tabur et al. (2009).

AK Pyxidis är en halvregelbunden variabel, som varierar i skenbar magnitud från 6,09 till 6,51 med multipla, samtidiga perioder av 55,5, 57,9, 86,7, 162,9 och 232,6 dygn.